# Freek Biesiot
Freek Biesiot (Bandoeng, 6 mei 1942) is een Nederlands decorontwerper en kunstschilder.

## Loopbaan
Biesiot werd geboren in Nederlands-Indië en bracht zijn jeugd door in een interneringskamp. Na zijn verhuizing naar Nederland studeerde hij aan de Koninklijke Academie voor Beeldende Kunsten in Den Haag, waar hij zich specialiseerde in grafisch ontwerp, typografie en fotografie. Na zijn studie solliciteerde hij bij de NTS (Nederlandse Televisie Stichting), waar hij na het maken van een proeftekening werd aangenomen bij de Hoofdafdeling Ontwerp, gevestigd in een villa aan de Emmastraat 54 in Hilversum. Zijn eerste opdracht als ontwerper was het creëren van een tentoonstellingsontwerp voor de VARA in 1965. In de daaropvolgende jaren werkte hij samen met Rob Touber aan het decorontwerp voor het Nationaal Songfestival in 1969 en 1970. Toen kleurentelevisie zijn intrede deed in de vroege jaren zeventig, maakte hij decors voor tv-series zoals "Twee clowns en een kubus", "Prikkebeen," en voor de musical "Jona". Vervolgens werkte hij een aantal jaren bij "Studio Santbergen", waar hij als chef betrokken was bij de nieuwbouw van het hoofdgebouw op het Mediapark in Hilversum.
In de jaren tachtig concentreerde Biesiot zich als decorontwerper voornamelijk op dramaseries, waaronder "Armoede", "De zomer van '45", "Het wassende water" en "In naam der Koningin". Voor sommige werkopdrachten van de NCRV moest hij naar het buitenland reizen. Zo reisde hij voor "De zomer van '45" in een koude winter naar Canada. In de jaren negentig ontwierp hij decors voor het kinderprogramma "Schudden tot het sneeuwt" en de succesvolle comedyserie "Toen was geluk heel gewoon". Hij bleef betrokken bij deze laatste serie tot zijn pensionering in 2009.
Na zijn pensionering richtte hij zich op zijn passie voor kunstschilderen, waarbij hij voornamelijk portretten schildert. Zijn collectie van decorwerken is overgedragen aan het Nederlands Instituut voor Beeld en Geluid.

## Tv-programma's
- (1966) Huisje, boompje, beestje
- (1966) Geleide expressie
- (1966) Goed nieuws vandaag
- (1966) Weekend
- (1966) Bellevue
- (1966) Twaalf ambachten, dertien Bueno's
- (1966) De Wally-show
- (1967) Wie speelt Judas?
- (1967) NTS journaal
- (1967) Tik tak tok
- (1967) Open Beeld
- (1967) Haarhem
- (1967) Davids '67
- (1967) Gala-show met Josephine Baker
- (1967) Stationcall HIRO
- (1968) Hoop of teleurstelling
- (1968) Fanclub
- (1968) In Tierelantijn
- (1968) Tomorrows people
- (1968) Uit Bellevue
- (1968) Kijkkijk
- (1968) Sporttribune
- (1969) Nationaal Songfestival
- (1969) Woord voor woord
- (1969) Liedjes van ...
- (1969) Nina Simone
- (1969) Roosje zag een knaapje staan
- (1969) Een gewone geschiedenis
- (1970) Nationaal Songfestival
- (1970) Wereld op wielen
- (1970) Het restaurant
- (1970) Een hele grote Q
- (1970) Gerard Cox show
- (1970) Klankkleur
- (1970) Miniaturen
- (1970) Zeven ballen en 1 piek
- (1970) Jozef en de wonderbaarlijke toverdroomkleurjas
- (1970) Wat men kan doen met lamsbout
- (1971) Zomaar een zomeravond
- (1971) 3D
- (1971) Esperanto
- (1972) Woodhouse en public
- (1972) Eigentijds
- (1972) Prikkebeen
- (1972) Truuk '73
- (1972) Barend is weer bezig
- (1973) Waaldrecht
- (1973) Hier en nu
- (1973) Zaterdagmiddagprogramma
- (1973) Waar heb dat nou voor nodig
- (1973) Panorama woensdagshow
- (1974) Exempla '74
- (1974) Ivoren toren
- (1974) Van Oekel's discohoek
- (1974) Vader en zoon
- (1974) Off-off-Leidseplein
- (1975) Amsterdam 700
- (1975) Het belang van Ernst
- (1975) Jonge onderzoekers
- (1975) Liefde en lange vingers
- (1976) Huize Johannes
- (1976) Opera concours
- (1979) De man met de twee gezichten
- (1980) Hartentroef
- (1980) Een zekere Judas
- (1981) De Lemmings
- (1981) De duif
- (1981) Programma van het jaar
- (1982) Het inzicht
- (1982) Armoede
- (1983) Koos Postema in gesprek
- (1983) Holland Festival: Aanvallen van uitersten
- (1983) Show van de maand
- (1983) De paardentekenaar
- (1986) Het wassende water
- (1986) Personal computer
- (1986) Biografie
- (1987) Stress
- (1987) RUR
- (1987) Van Dis in de IJsbreker
- (1987) Nitwits
- (1987) Vroeger is dood
- (1988) Maurits en de feiten
- (1988) Waanzinnig Truken
- (1988) Vrijdagavond met Van Willigenburg
- (1988) Separation
- (1989) TV show
- (1989) Rust roest
- (1989) De avonden
- (1991) De zomer van '45
- (1991) Josephine
- (1991) Villa Borghese
- (1992) Schönberg cyclus
- (1992) Tax free
- (1992) Alleen als ik lach
- (1993) Coverstory
- (1993) Zappelin
- (1993) Het oude noorden
- (1993) De kleine blonde dood
- (1994) Toen was geluk heel gewoon
- (1995) Tegen wil en dank
- (1995) Ode to Napoleon Buonaparte
- (1995) Vraag het aan Dolly
- (1996) In naam der koningin
- (1996) De corsage
- (1999) Bitter is de verbanning
- (2003) Schudden tot het sneeuwt
- (2006) Ongewisse tijd